# Campionati del mondo di atletica leggera 2013 - Lancio del disco femminile
La gara di lancio del disco femminile si è svolta tra sabato 10 agosto e domenica 11 agosto 2013.

## Podio
| Pos.    | Atleta               | Nazionalità | Misura  |
| ------- | -------------------- | ----------- | ------- |
| Oro     | Sandra Perković      | Croazia     | 67,99 m |
| Argento | Mélina Robert-Michon | Francia     | 66,28 m |
| Bronzo  | Yarelys Barrios      | Cuba        | 64,96 m |

## Situazione pre-gara

### Record
Prima di questa competizione, il record del mondo (WR) e il record dei campionati (CR) erano i seguenti.
| Record                | Prestazione | Atleta                        | Data                                       | Competizione              |
| --------------------- | ----------- | ----------------------------- | ------------------------------------------ | ------------------------- |
| Record mondiale       | 76,80 m     | Gabriele Reinsch Germania Est | 7 luglio 1988 Neubrandenburg, Germania Est |                           |
| Record dei campionati | 71,62 m     | Martina Hellmann Germania Est | 31 agosto 1987 Roma, Italia                | Campionati del mondo 1987 |

### Campioni in carica
I campioni in carica, a livello mondiale e continentale, erano:
| Campione | Atleta                  | Prestazione | Data                                | Competizione               |
| -------- | ----------------------- | ----------- | ----------------------------------- | -------------------------- |
| Olimpico | Sandra Perković Croazia | 69,11 m     | 4 agosto 2012 Londra, Regno Unito   | Giochi della XXX Olimpiade |
| Mondiale | Yanfeng Li Cina         | 66,52 m     | 28 agosto 2011 Taegu, Corea del Sud | Campionati del mondo 2011  |
| Europeo  | Sandra Perković Croazia | 67,62 m     | 1º luglio 2012 Helsinki, Finlandia  | Campionati europei 2012    |

### La stagione
Prima di questa gara, gli atleti con le migliori tre prestazioni dell'anno erano:
| Pos. | Atleta                  | Prestazione | Data                               |
| ---- | ----------------------- | ----------- | ---------------------------------- |
| 1    | Sandra Perković Croazia | 68,96 m     | 4 luglio 2013 Losanna, Svizzera    |
| 2    | Siyu Gu Cina            | 67,86 m     | 19 maggio 2013 Wiesbaden, Germania |
| 3    | Yarelys Barrios Cuba    | 67,36 m     | 4 luglio 2013 Losanna, Svizzera    |

## Risultati

### Qualificazioni
Si qualificano per la finale le concorrenti che ottengono una misura di almeno 63,00 m (Q); le migliori dodici misure (q) accedono comunque alla finale.
| Pos. | Gruppo | Atleta                         | Paese       | 1ª prova | 3ª prova | 3ª prova | Misura  | Note |
| ---- | ------ | ------------------------------ | ----------- | -------- | -------- | -------- | ------- | ---- |
| 1    | A      | Zinaida Sendriūtė              | Lituania    | 64,16 m  |          |          | 64,16 m | Q    |
| 2    | A      | Yarelys Barrios                | Cuba        | 63,63 m  |          |          | 63,63 m | Q    |
| 3    | B      | Sandra Perković                | Croazia     | 63,62 m  |          |          | 63,62 m | Q    |
| 4    | B      | Tan Jian                       | Cina        | 62,57 m  | 63,21 m  |          | 63,21 m | Q    |
| 5    | A      | Mélina Robert-Michon           | Francia     | 63,16 m  |          |          | 63,16 m | Q    |
| 5    | B      | Nadine Müller                  | Germania    | 63,16 m  |          |          | 63,16 m | Q    |
| 7    | B      | Dani Samuels                   | Australia   | 62,73 m  | 62,51 m  | 62,85 m  | 62,85 m | q    |
| 8    | B      | Żaneta Glanc                   | Polonia     | 61,30 m  | 61,62 m  | 59,21 m  | 61,62 m | q    |
| 9    | B      | Rocío Comba                    | Argentina   | 61,54 m  | 59,51 m  | x        | 61,54 m | q    |
| 10   | B      | Gia Lewis-Smallwood            | Stati Uniti | x        | 61,30 m  | 57,56 m  | 61,30 m | q    |
| 11   | B      | Yaime Pérez                    | Cuba        | 59,38 m  | 57,26 m  | 60,33 m  | 60,33 m | q    |
| 12   | A      | Denia Caballero                | Cuba        | 60,14 m  | 58,48 m  | x        | 60,14 m | q    |
| 13   | A      | Julia Fischer                  | Germania    | 56,77 m  | 60,09 m  | x        | 60,09 m |      |
| 14   | A      | Dragana Tomašević              | Serbia      | 57,58 m  | 58,70 m  | 58,79 m  | 58,79 m |      |
| 15   | A      | Vera Ganeeva                   | Russia      | 58,37 m  | 55,23 m  | x        | 58,37 m |      |
| 16   | B      | Ekaterina Strokova             | Russia      | 57,85 m  | x        | 53,24 m  | 57,85 m |      |
| 17   | B      | Irina Rodrigues                | Portogallo  | 57,64 m  | 55,47 m  | 54,09 m  | 57,64 m |      |
| 18   | A      | Karen Gallardo                 | Cile        | x        | 53,10 m  | 57,03 m  | 57,03 m |      |
| 19   | B      | Su Xinyue                      | Cina        | 54,14 m  | 54,76 m  | 56,87 m  | 56,87 m |      |
| 20   | A      | Svetlana Saykina               | Russia      | 56,62 m  | x        | 54,05 m  | 56,62 m |      |
| 21   | A      | Liz Podominick                 | Stati Uniti | 56,41 m  | x        | x        | 56,41 m |      |
| 22   | B      | Nicoleta Grasu                 | Romania     | x        | 55,47 m  | 56,31 m  | 56,31 m |      |
| 23   | B      | Natalya Fokina-Semenova        | Ucraina     | x        | 55,79 m  | x        | 55,79 m |      |
| 24   | A      | Whitney Ashley                 | Stati Uniti | 44,60 m  | x        | x        | 44,60 m |      |
|      | A      | Gu Siyu                        | Cina        | x        | x        | x        | NM      |      |
|      | A      | Fernanda Raquel Borges Martins | Brasile     | x        | x        | x        | NM      |      |

### Finale
| Pos.   | Atleta               | Nazionalità | 1ª prova | 2ª prova | 3ª prova | 4ª prova | 5ª prova | 6ª prova | Misura  | Note                                     |
| ------ | -------------------- | ----------- | -------- | -------- | -------- | -------- | -------- | -------- | ------- | ---------------------------------------- |
| center | Sandra Perković      | Croazia     | 67,52 m  | 67,99 m  | x        | 67,80 m  | x        | x        | 67,99 m |                                          |
| center | Mélina Robert-Michon | Francia     | 62,53 m  | 61,77 m  | 65,13 m  | 65,08 m  | x        | 66,28 m  | 66,28 m | Record nazionale                         |
| center | Yarelys Barrios      | Cuba        | 64,96 m  | 63,99 m  | x        | 62,77 m  | 61,28 m  | 63,33 m  | 64,96 m |                                          |
| 4      | Nadine Müller        | Germania    | 64,12 m  | 64,67 m  | x        | x        | 61,92 m  | 63,22 m  | 64,67 m |                                          |
| 5      | Gia Lewis-Smallwood  | Stati Uniti | 57,21 m  | 61,66 m  | 62,71 m  | 64,23 m  | x        | 61,10 m  | 64,23 m |                                          |
| 6      | Tan Jian             | Cina        | x        | 63,16 m  | 61,69 m  | 63,34 m  | x        | 61,47 m  | 63,34 m |                                          |
| 7      | Żaneta Glanc         | Polonia     | 59,80 m  | 62,90 m  | x        | 61,27 m  | x        | x        | 62,90 m | Miglior prestazione personale stagionale |
| 8      | Denia Caballero      | Cuba        | 62,80 m  | 59,80 m  | 60,16 m  | 61,43 m  | x        | 62,49 m  | 62,80 m |                                          |
| 9      | Zinaida Sendriūtė    | Lituania    | 61,87 m  | 62,54 m  | 61,44 m  |          |          |          | 62,54 m |                                          |
| 10     | Dani Samuels         | Australia   | 59,17 m  | 62,42 m  | x        |          |          |          | 62,42 m |                                          |
| 11     | Yaime Pérez          | Cuba        | x        | 62,39 m  | 60,16 m  |          |          |          | 62,39 m |                                          |
| 12     | Rocío Comba          | Argentina   | 59,83 m  | x        | 58,32 m  |          |          |          | 59,83 m |                                          |